# نبرد طبقه (۲۰۱۷)
نبرد طبقه به عنوان بخشی از کارزار رقه (۲۰۱۶–۲۰۱۷) عملیات نیروهای دموکراتیک سوریه برای بازپس‌گیری سد طبقه، الثوره و پایگاه هوایی طبقه از داعش بود.